# Xavier Sneed
Xavier Tyron Sneed (ur. 21 grudnia 1997 w Alabamie) – amerykański koszykarz, występujący na pozycji niskiego skrzydłowego, od 2023 zawodnik Happy Casa Brindisi.
W 2021 reprezentował Charlotte Hornets podczas rozgrywek letniej ligi NBA w Las Vegas.
9 stycznia powrócił do składu Greensboro Swarm. 16 lutego 2022 zawarł umowę z Utah Jazz na występy zarówno w NBA, jak i zespole G-League – Salt Lake City Stars. 30 sierpnia 2023 został zawodnikiem włoskiego Happy Casa Brindisi.

## Osiągnięcia
Stan na 28 października 2023, na podstawie, o ile nie zaznaczono inaczej.
NCAA
- Uczestnik rozgrywek:
  - Elite 8 turnieju NCAA (2018)
  - turnieju NCAA (2017–2019)
- Mistrz sezonu regularnego konferencji Big 12 (2019)
- Laureat nagród:
  - Ernie Barrett Team Play Hard Award (2018, 2019)
  - Jack Hartman Team Top Defensive Player Award (2019)
  - Dean Harris Team Newcomer of the Year Award (2017)
- Zaliczony do:
  - I składu:
    - debiutantów Academic All-Big 12 (2017)
    - turnieju NCAA regionu południowego (2018)
    - Fall Big 12 Commissioner’s Honor Roll (2016–2019)
    - Spring Big 12 Commissioner’s Honor Roll (2017–2019)

  - II składu Academic All-Big 12 (2018, 2019)
  - składu honorable mention All-Big 12 (2019, 2020)